# 中国工农红军第四方面军
中国工农红军第四方面军，简称红四方面军，与红一方面军和红二方面军并称，为中国工农红军三大主力部队之一。红四方面军以鄂豫皖革命根据地部队为主力组成，于1931年11月7日在湖北黄安七里坪成立

## 鄂豫皖作战
1931年11月7日，红四方面军成立，总指挥徐向前、政治委员陈昌浩、政治部主任刘士奇，实际领导权由张国焘控制。下辖红四军（军领导由方面军总部兼任）和红二十五军（军长旷继勋、政治委员王平章），总兵力共4.5万人。时为中国共产党控制下仅次于中央红军的军事力量。而此时蒋中正开始组织第三次围剿战争:3，并派国民革命军十五个师圍剿鄂豫皖苏区红军:169。徐向前首先组织黄安战役，采用围点打援战术围困第69师驻扎的黄安，并成功围攻第33师全部及31师一部，之后攻下黄安，击溃俘获一万五千余人，生擒69师师长赵冠英:176:7。1932年初，徐组织商城潢川战役，重创汤恩伯的国军第2师，并攻占商城:177-179:11。3月指挥苏家埠战役:133-135，继续采用围点打援战术:13，全歼国民革命军第7、46、55师，3万余人阵亡:15，生擒皖西剿共总指挥厉式鼎:131:185。6月，第四方面军发动潢川光山战役，击溃张钫的第二十路军，击溃近万余人:186，红四方面军取得第三次反围剿战争的胜利:187:15-16。基于前几次围剿战役失利，蒋中正发动第四次围剿战役，并亲自挂帅指挥:193:16。
7月，红四方面军在夏店中央分局讨论红军行动方针，徐向前力主休整待敌，反对张国焘持续进攻意见:194:17。10月，蒋中正派遣胡宗南的第1师、黄杰的第2师、李玉堂的第3师等主力师进入鄂豫皖苏区，采用“并列推进、步步为营”等战术，以卫立煌、陈继承等纵队形成梯队前进，以避免此前红军的围点打援战术:196-200。而徐向前率领的红四方面军因装备及准备不足，在黄安战役、七里坪战役中双方发生惨烈拉锯战、损失巨大:201-204:21-26。同年九月，徐向前与张国焘、陈昌浩电告中央撤退:205。红四方面军在黄柴畈召开紧急会议，徐向前及众决定红四军主力撤出鄂豫皖苏区:33:621，留沈泽民、吴焕先、王平章率红二十五军在当地进行游击:212。1932年10月，红四方面军主力西出平汉路，跳出包围圈:215-216。之后衛立煌、蒋伏生、胡宗南、萧之楚、刘茂恩等部开始堵击，双方在新集、土桥铺发生激烈战斗:215-218，红四方面军被彻底围攻于漫川关:36-38。此后，许世友部在垭口打开缺口:45，徐向前率部队于11月13日黄昏成功突围:48。11月24日，红四方面军越秦岭后进入关中平原:51，与杨虎城西北軍部发生对战:219-224，逼近西安南郊:52。12月初，部队南下再越秦岭，南渡汉水进入汉中地区，至此摆脱各路国民革命军的尾追堵截，全军尚存14,400人:228-229:56-57。12月底，全军越过大巴山，进抵四川通江，创立川陕根据地:229-231:62-65。

## 川陕作战
由于当时川军与蒋介石嫡系部队有利害冲突，刘茂恩、胡宗南部无法入川:256:79，红四方面军在进入川北后随即进行土地改革和根据地建设工作:253-255:68。1933年1月，徐向前率领部队与川军李炜如、罗迺琼部进行交战并获胜:68-69，后攻占巴中:256:73。次月，四川军阀内部停止混战，并于静侯馆召开协商:80。田颂尧被蒋介石任命围剿总指挥，负责率领国民革命军第二十九军，围剿位于川陕根据地的红军:96。其分左中右三路围攻部署，共产党史称“反三路围攻”:276；而徐向前则以战线较长、兵力相对少等原因，采用“收紧阵地、积极防御”部署红四方面军:279:84-85。战役初期红军以退为进，主动放弃巴中等县城，采用“诱敌深入”方式消耗对方，并最后进行反击战:86-95。该战役历时四个月，红四方面军共造成川军伤亡两万四千余人:95，田颂尧亦被撤职:288-289:211。此外，该战役后杨虎城的西北军与红四方面军签署了秘密互不侵犯协议:289。在徐向前率领红四方面军与田颂尧部队激战同时，张国焘开始新的一轮肃反运动，逮捕杀害了曾中生、旷继勋、余笃三、吴展等人:296-298:98-99。在反三路围攻战役结束后，红四方面军于同年7月召开木门会议，结束肃反运动:100；并进行部队整编，全军共四万余人，下辖红四军、红九军、红三十军、红三十一军:298-299:101。该会议后，徐向前任西北革命军事委员会副主席、红四方面军总指挥:298:101。
1933年8月，徐向前率领红军展开三次大型进攻战役:102。8月12日，仪南战役爆发，红四军通过攻占仪陇县和南部县，并占领多处盐井，解决根据地用盐问题:320-323:112，击溃三千余川军:324:113-115。9月20日，徐向前发动营渠战役:116，进攻并攻占营山、渠县等杨森防区要点:118-119，再歼川军三千余人:325。10月17日，发动宣达战役，与川东游击队:123-124一同重创刘存厚部:119，占领宣汉、达县:112-114，根据地向东扩展二百余里，生擒川军三千余人:330-334，占领兵工厂:335、并将川东游击队改编为红三十三军:336:125。三次进攻战役后，红四方面军占领八座县城，部队达八万余人:336:125-126。
红军在四川的连续进攻引起了四川各路军阀的联合:105。1933年末，刘湘被任命为总司令主持围剿红四方面军:341:126-127。当时徐向前仍带领红四军南攻廖雨辰部，却与刘湘主力第三师王陵基部碰头、发生遭遇战，共产党史称的“反六路围攻”的战幕随即揭开:342:128。刘湘主持战略，邓锡侯、田颂尧、李家钰、杨森、王陵基、刘帮俊分兵六路进攻，兵力超过20万人:343:128-129。此时红四方面军继续采用“积极防御、诱敌深入、发动群众”战略:344:130-131；并分兵两路，由徐向前、王树声各负责东西战线，徐负责刘湘主攻方向，陈昌浩居中调度，张国焘坐镇后方:344-345。双方在万源阵线形成相持拉锯战:360-362:152-157，之后红军开始反攻问题上徐向前与张国焘发生冲突:161，后不得不听从张的意见:162。尽管未能击溃刘湘主力，刘仍因督军不力被蒋撤职:363；之后徐奔赴西线指挥，率领李先念、程世才等违背张国焘命令而进行大纵深迂回:367:163，在黄猫垭围困川军，一天一夜击毙活捉川军一万四千余人:368:164。川军其他西线部队遂纷纷溃败，川军六路围攻至此告终:211:165。该战役中川军损失八万余人；而红军亦损失两万余人，根据地受到严重损伤，补给严重不足:370:167。
1934年结束、耗时十月的“反六路围攻”战役，使川陕根据地元气大伤，物资短缺、补给困难:380；而此时红二十五军离开鄂豫皖根据地，向西转移；中央红军亦因第五次反围剿失利而被迫长征:382:166-168。同年9月，蒋介石组织“川陕会剿”计划，复职刘湘:171-172，并要求西北军杨虎城参与围剿:172；此外并派遣胡宗南、上官云相等部进入四川:381。同年11月，红四方面军组织连级以上干部参加毛裕镇会议，徐向前制定向川陕甘发展的新战略方针和作战计划:168：进攻甘肃南部，主攻胡宗南部；以控制嘉陵江、接应中央红军和红二十五军:384。1935年1月22日，长征途中的中共中央、中央革命军事委员会电令红四方面军“实行向嘉陵江以西进攻”，策应中央红军作战。接电后，红四方面军在广元县旺苍坝召开紧急会议，决定迅速打造船只，解决渡江工具；收缩东线部队，主动出击陕南，调动敌人北移，创造渡江条件。红四方面军随即发动广昭战役，徐向前率领主力围困广元、昭化，计划围点打援:119。不过胡宗南并未派援，而红军亦无法攻克广元、昭化，徐向前于是撤兵:391:176。而此时共产党中央已结束遵义会议并开始红一方面军的长征，并命红四方面军集中全力西渡嘉陵江:177，策应中央红军北上:393。同年2月，红四方面军经宁强北上进入陕西南部，攻占沔县:395-396:179。3月，部队南下攻占仪陇、苍溪，并击败俘获田颂尧、罗泽州部三千余人:397:182。

## 长征
1935年3月29日至4月21日，红四方面军发起了强渡嘉陵江战役，令红四方面军第四、九、三十、三十一、三十三军将近十万人放弃川陕根据地，强渡嘉陵江，向西挺进。4月，红四方面军攻下剑门关:398-400，前后共击溃川军一万余人:404:238。红四方面军在当地进行休补装备:173-174，并扩员至八万余人:411。当时蒋介石为防止红一、红四方面军会合，调遣刘湘、邓锡侯、孙震、胡宗南、唐式遵、李家钰等部围攻:122；张国焘在江油附近召开红四方面军会议，决定撤出川陕根据地:192，进攻北川、茂县、理县等地，建造川西北根据地，迎接中央红军北上:411-412。5月12日，徐向前率领红九军、红三十军由北川西进:123；15日，占领茂县:413；18日攻克彰明；21日攻克北川:190。随后红军一部攻下理县:414；李先念西进小金川、攻下懋功，迎接中央红军:415。6月13日，红一方面军、红四方面军在达维会师。两军会师后，确定统一的战略方针成为首要问题:127。6月16日，中央红军主张总方针为占领川陕甘三省，以岷江、嘉陵江上游地区为立脚点，伺机进占甘南和陕南:423。而张国焘和陈昌浩则主张暂时南下攻岷江以西的地区，以解决部队给养:424:211。6月17日，张国焘、陈昌浩反对向东向北发展的川陕甘方针，复电中共中央，认为“北川一带地形给养均不利大部队行动”，“敌已有准备”、不宜过岷江东打。提出向西发展，“组织远征军，占领青海、新疆”。
6月26日，中央政治局在懋功两河口开会，制定松潘战役计划:426，徐向前率领一部进行战斗:427。会议决定增补张国焘为中革军委副主席，徐向前、陈昌浩为军委委员。7月18日，中共中央政治局扩大会议在芦花召开，决定任命张国焘为红军总政委，博古为红军总政治部主任。当时红军已经占领毛儿盖，两个方面军进行编制调整，以加强团结:235-236；徐向前兼任红军前敌指挥部总指挥，陈昌浩兼任政委，叶剑英任参谋长:432-433。此时蒋介石指挥胡宗南部坚守松潘，并派遣王均、于学忠、马家军、薛岳等参与围剿:435-436。因为国军在松潘固守，于是红军改为执行夏洮战役，即以红军主力出阿坝，北进夏河进攻洮河，创建甘南根据地:437。此外，红军编为左右两路军，以第一、三、四、三十军为右路军，由前敌指挥部指挥；以第五、九、三十一、三十二、三十三军为左路军，由红军总司令部指挥。8月4日至6日，中央政治局在沙窝召开会议，重申了在两河口会议提出的战略方针，并增补红四方面军领导干部陈昌浩、周纯全为政治局委员，任命陈昌浩为红军总政治部主任；同时恢复红一方面军司令部，周恩来任司令员兼政治委员。而张国焘此时主张解决战略政治问题，并坚持红军分左右两路军，于是中共召开毛儿盖会议，会中徐向前、陈昌浩支持毛泽东北上东进路线:440:241。会上并确定：徐向前、陈昌浩、叶剑英、彭德怀负责右路军北上，并率先进入若尔盖大草原，进攻包座:441:242；而左路军由张国焘、朱德、刘伯承率领，进攻阿坝后，过草地后即与右路军靠拢会合:441。8月26日，右路军到达班佑，徐向前率领红三十军、红四军发动快速战攻下包座:434:271，击溃胡宗南部第49师大部:445:132，击伤师长伍诚仁，歼灭四千余人:446:274。
然而，左路军则迟迟不肯北上离开阿坝、与右路军会师:133，张国焘与毛泽东在红军主力进军方向上出现严重分歧:447:277-279。张国焘借口嘎曲河河水上涨，命令左路军按兵不动。9月8日，张国焘电复徐向前、陈昌浩帅原红四方面军南下:281-282，张毛的矛盾彻底公开化:448。徐向前与陈昌浩只能向中央汇报:282；当晚召开中央政治局会议，毛泽东、周恩来、张闻天、博古、王稼祥、陈昌浩与徐向前联合致电左路军要求北上:450:282-283。9日，张国焘则致电继续坚持南下:450-451:284-285，这时徐向前与陈昌浩亦犹豫南下事宜:450。当晚毛泽东亲自到徐住处，问徐意见:134。徐向前表示，两军既已会合，就不宜再分开，红四方面军也不宜再分为两半:452。
9月10日，党中央决定独自北上，并于夜间带领右路军中的中央红军红一、三军团离开甘南:286，次日凌晨红四方面军才知道消息:452-453。为了坚持红四方面军的完整性，徐向前率余部南下，再过草地，在党坝与左路军会合:457。10月5日，张国焘在卓木碉召开会议，宣布另立中央，自任党主席，并宣布“通缉”毛泽东、张闻天、周恩来、博古等人:526。会上表示反对的刘伯承亦因此降职:459，主张团结的朱德与徐向前只能主张先打开局面。10月7日，张国焘下达南下命令:221。随后红四方面军攻占崇化、抚边、懋功。之后，红四方面军继续南下，攻占宝兴、天全、芦山，击溃国军五千余人:468:313-314。10月中旬，红四方面军与川军在百丈进行决战，之后国军攻占百丈:319-320。该战役后，国军死伤一万五千人，红军伤亡亦近万:471。此时，薛岳、李抱冰从南部、东面进行出击，红四方面军只能转为战略防御阶段:473。12月5日，张国焘以“党团中央”名义致电中共中央，要求毛泽东等人将中共中央改称“北方局”:241。此时，中共驻共产国际代表团成员林育英从莫斯科抵达陕北，向张国焘发电通报消息:243。张国焘借机致电林育英，贬低陕北红一方面军，并寻求支持:244-245。12月22日，林育英复电张国焘，要求注意控制争论:246。1936年1月6日，张国焘再次以“党中央”名义致电林育英，继续抨击中共中央，但表示服从共产国际指示:248。1月24日，林育英致电张国焘，表示“共产国际完全同意中国党中央的政治路线”，并表示张国焘可成立西南局，直属驻共产国际代表团，暂与中共中央保持同等地位:588-589。
此时，红四方面军部队在南下作战中损失惨重，被中央军、川军压缩在芦山、宝兴地区，粮弹匮乏，张国焘的威望开始动摇:250。朱德、刘伯承、徐向前、陈昌浩纷纷要求北上到陕北。1月27日，张国焘被迫表示同意瓦窑堡会议决议，谋求党内统一:253。2月14日，林育英、张闻天致电张国焘，表明主力红军可向西北发展，并表示此方针受到共产国际同意:589。南下红军部队决定向道孚、炉霍、甘孜进军:479:331-332；3月，红军攻下这些地区，并就地整编补给:482，以等候红二、红六军团会师:483:340。此时，部队仅剩四万余人:600。6月6日，张国焘决定取消第二中央:303。7月初，红四方面军与红二方面军在甘孜会师后:353-354，组成西北局，张国焘任书记，任弼时任副书记:487-488。并决定北上:360。
1936年8月初，西北局制定《岷洮西战略计划》，决定攻下岷州、洮州、西固，并率主力向兰州、天水方向前进:490-491:370-371。8月5日，徐向前率领部队攻克漳县:491:376。由于陕北根据地经济情况艰苦，该根据地无法容下三个方面军:378-380。于是中央决定红二方面军在陕甘边行动:380，红四方面军与红一方面军进攻胡宗南部:496。之后因为战术考虑，中央及西北局纷纷表示放弃该计划:499，而改为《通庄静会战役计划》：“在西兰通道以北阻击胡宗南部，并与红一方面军会师后，进军宁夏”:499-500:383。9月23日，张国焘突然决心西渡黄河，占领兰州以北地区:630。26日，中共中央致电张国焘，指出西进的困难:631。9月27日，中共中央再次发电，要求张国焘率领红四方面军北上，而此时西渡黄河也于红四方面军不利:633。朱德、张国焘在洮州召开会议，一致决定放弃西渡黄河，按照中央指示北进。此时，红一方面军也展开策应行动。10月2日，红十五军团攻占会宁:333。由于当时红军与张学良的东北军签订密约，红二、红四方面军在行军中未有大型交战:487。10月8日，红四方面军先头部队到达会宁界石铺，与红一军团一师会合；9日，徐向前率部抵达会宁，红四方面军长征结束:500:398-399。10月22日，红二方面军在甘肅靜寧縣將台堡（今屬寧夏）與紅一方面軍、紅四方面軍會師，至此长征宣告结束。

## 西路军作战
在会宁会师前后，中共中央制定的战略总任务是团结红军内部、联合国民党部分友军、逼蒋抗日及停止内战:501。而西北局势则是红军占领宁夏与甘肃西部，打通与苏联的联系:502。而此时蒋介石刚处理完两广事件，随后制定新的剿共计划，即命令胡宗南、王均、关麟徵、毛炳文等部筹备通渭会战:504。1936年10月11日，中央发布《十月份作战纲领》，徐向前与陈昌浩奉中央军委命令，执行宁夏战役计划，由红三十军负责造船强渡黄河，并先行渡江；红三十一军、红四军、红五军抵挡南部国军进攻、掩护红三十军，跟随渡江:507:401-402。
10月16日，蒋介石下达进攻命令。18日，第三路军总司令朱绍良发布《剿匪计划纲要》，以国军第1军、37军、3军分兵进攻。22日，蒋介石飞抵西安亲自督战:508；同日，国军占领会宁:509。24日，红三十军强渡黄河，并击溃马家军防线:510。之后红九军、红五军向河边开进，跟随过河。28日，红四方面军军部渡过黄河:512；而本打算渡江的红三十一军却被临时取消计划:512，致使渡过黄河的红军部队无法展开进攻:512:405-406。30日，国军关麟徵部进攻靖远，致使河东河西两岸红军被割断。11月3日，中共中央同意河西红军西进，但要求河西红军一部留守一条山、五佛寺地区。同日，共产国际致电中共中央，决定不采用从外蒙援助的办法，改成从新疆援助。红军与马步芳部全线激战。11月6日，陈昌浩、徐向前等制定“平大古凉战役计划”(平番，大靖，古浪，凉州)，决定西进，于平大古凉占据立足点。同日，陈昌浩、徐向前决定放弃一条山、五佛寺地区。11月7日，陈昌浩、徐向前致电中央要求组织西北前委和军委西北分会。11月8日，中央决定放弃宁夏战役计划，提出“作战新计划”。以一方面军，二方面军组成南路军出陕南，四方面军河东2个军组成北路军，待机入晋，河西红军组成西路军，在河西建立根据地，打通去苏联路线，西路军因此正式成立。总指挥徐向前，政委陈昌浩，副总指挥王树声，参谋长李特，政治部主任李卓然，政治保卫局局长曾传六。
11月11日，中央来电询问西路军是否有把握单独西进接近新疆取得接济，与盛世才部会合:415，有意让西路军东返。11月12日，西路军领导回复“我们可以完成任务”。徐向前在会上表示西路军已不能在河西走廊耗费兵力时间，应极力进攻新疆，并带部队先向凉州进攻:522。13日，红九军攻打古浪，吸引马家军主力，但是损失惨重:524:417-418。而红三十军则围困凉州，并继续西进攻占永昌、山丹:524。此时中央军委来电要求西路军停止西进，而在永昌、凉州建立根据地:525。徐向前主张部队应抓紧时间西进，而陈昌浩则主张停下、建立根据地为上策。双方争吵激烈，但因陈昌浩是政委，徐向前无法自行从事:525-526:419，于是双方致电中央，而中央复电仍要西路军就地作战:527:420。此时马家军调整部队开始强攻，双方在四十里铺、东南八坝、水磨关、永昌、山丹发生战役，马家军与红军各损失六千人，西路军只有一万五千人:530-531:423。
12月12日，西安事变发生，马家军因此忽然停止对西路军进攻:532:424。此时西路军内部仍然就东进和西进方针而争执不已，徐向前及大部分西路军将领主张继续西进:535。24日，中央致电要求东进，以减轻陕北红军压力:535:425-426。而此时，西安事变和平解决。27日，中央致电西路军继续此前西进计划:537。12月底，西路军开始西进，并迅速攻占高台、临泽:537。此时，中央军委却忽然电告西路军停止西进，在甘肃地区建立根据地:538。西路军走走停停的战略，使得马家军有足够准备进行追击和围攻:538。
1937年1月20日，马家军攻占高台，红五军全军覆没:539:630:430。16日，中央电报要求西路军东进:539:433；23日，马家军组织七万兵力开始围剿东进的西路军:541-542。2月中旬，中央致电西路军放弃东进计划，而改为西进:541-542，并反对西路军东出青海大通:544。2月21日，西路军从倪家营子突围西进:434，而此时徐向前与陈昌浩再次就是攻是守产生分歧:545：陈昌浩主张重返倪家营子、建立甘北根据地，并指责徐向前是“右倾逃跑主义”:545。重返倪家营子后的西路军面临的是马家军的重新围攻:440，在经过七昼夜的战斗后，西路军再次突围，此时已剩三千余人:548:444-446。
3月14日，部队在石窝山开会:451，军政委员会决定陈昌浩、徐向前返回延安；现有部队分散打游击:549。剩下部队兵分三路，由王树声、毕占云、李先念分别带队:45-451，以红三十军剩下的五个营组成左支队，由李先念、程世才率领向南，深入祁连山区游击。西路军工作委员会成员随部行动；以红九军剩下的五千余人及百余骑兵组成右支队，由副总指挥王树声带来向北，依托祁连山北麓展开游击；以总直特务团两个连和伤病组成中支队，由红五军参谋长毕占云率领就地坚持游击。其中最后只有李先念带领的一支七百余人部队经过祁连山、抵达新疆:550:630:453；其余河西西路军全军覆没:630。
1937年8月，红四方面军余部红四军5700人、红三十一军5000人及部分直属部队和红二十九军1200人等整编为八路军第一二九师，投入抗日战争。